# Marie-Auguste Desanlis
Pour les articles homonymes, voir Desanlis.
Marie-Auguste Desanlis, né le 9 août 1802 à  Bignicourt-sur-Saulx dans la Marne et mort le 22 juin 1862 est un avocat français, président du Conseil de l'Ordre du Grand Orient de France de 1849 à 1850 pendant la vacance de la grande maîtrise.

## Biographie
Fils de Jean-François Desanlis et de Marie-Madeleine Angélique Riche, Marie-Auguste Desanlis est tout d'abord professeur de collège puis se fait recevoir avocat à la Cour Royale de Paris.
Il est initié en 1830 à la respectable loge « La Clémente Amitié » à l'orient de Paris et en devient le vénérable maître en 1836. A cette date, il est au 30e degré du Rite écossais ancien et accepté (REAA) et président (« Très Sage ») de son chapitre, orateur de son aréopage et officier du Grand Orient de France.
En 1839, il est président du « Suprême Conseil des Rites » du Grand Orient de France. Cette année là il est titulaire du 33e degré du REAA et collabore à la revue Le Globe maçonnique sous la direction de Louis-Théodore Juge. En 1842, il apparaît comme rédacteur principal de la revue et désigné comme « officier du Grand-Orient ».
Au lendemain du coup d'État du 2 décembre 1851, en tant que dignitaires du Grand Orient de France, Auguste Desanlis et Saint-Albin Berville, offrent la grande maîtrise au prince Murat qui l'accepte.
En 1853, il est cité sur l'acte de vente par Claudine Françoise Pannier d'une maison sise rue Cadet, no 16, à la société civile de l'Ordre Maçonnique en France, dont il est membre en tant que « second Grand Maître adjoint du Grand Orient de France »,.
Le 29 juin 1860, il est à nouveau désigné, avec Jean-Pierre Simon Boubée (d), pour administrer le Grand Orient de France par Lucien Murat, grand maître, mais il démissionne quelques jours après.

« Quels étaient les motifs qui avaient engagé le F. Desanlis à prendre cette étrange résolution ? Aurait-il été suborné par les ennemis du prince, dont les manœuvres et les espérances lui avaient été communiquées ? Le F. Desanlis ne me fit aucune confidence, et me laissa seul à la tête de l'administration. »

— J.-P. S. Boubée
Marie-Auguste Desanlis meurt 2 années plus tard à 59 ans.

## Biographie personnelle
Marie-Auguste Desanlis s'est marié deux fois :
- Le 26 février 1835 avec Zélie Mollevault[9].
- Le 11 avril 1842 avec Louise Antoinette Herminie Dorlodot des Essarts, nièce de Charles François Dorlodot des Essarts[10].